# Zweite Chance
Zweite Chance (Originaltitel: En chance til) ist ein Drama von Susanne Bier aus dem Jahr 2014. Seine Kinopremiere hatte er am 15. Januar 2015 in Dänemark, in Deutschland lief er ab 14. Mai 2015 in den Filmtheatern.

## Handlung
Der Polizist Andreas entdeckt bei einem Einsatz mit seinem Kollegen Simon in der verwahrlosten Wohnung des Junkiepärchens Tristan und Sanne im Schrank ein Baby, das in seinen Exkrementen liegt. Da das Baby, das den Namen Sofus trägt, gesund ist, kann es den Eltern nicht weggenommen werden.
Andreas hat mit seiner Frau Anna selbst ein Baby namens Alexander. Sie kümmern sich liebevoll um ihn, es ist aber anstrengender, als sie gedacht haben, da er nachts oft schreit, und Andreas fährt ihn deshalb öfters zum Einschlafen ein Stück mit dem Auto. Eines Morgens wacht Alexander nicht mehr auf. Anna droht damit, sich umzubringen, wenn Andreas den Rettungsdienst holt, der ihr Alexander wegnehmen würde. Nachdem er seiner Frau Anna Schlaftabletten gegeben hat, fährt Andreas mit dem toten Baby zur Klinik, entschließt sich dann aber, in der Wohnung von Tristan und Sanne die Babys auszutauschen. Anna reagiert verstört auf das Handeln ihres Mannes.
Tristan bemerkt am nächsten Morgen, dass Sofus tot ist. Da er befürchtet, dass er und Sanne nun ins Gefängnis müssen, nimmt er das Baby aus der Wohnung. In einer belebten Straße täuscht er eine Entführung des Babys aus dem Kinderwagen vor. Die mit der Ermittlung beauftragten Andreas und Simon verhören Tristan und Sanne wiederholt und wollen von beiden erfahren, was sie mit dem toten Kind (Alexander) gemacht haben.
Anna scheint sich nach einiger Zeit mit der neuen Situation abgefunden zu haben. Bei einem ihrer nächtlichen Spaziergänge steht sie mit dem Kinderwagen auf einer Brücke mitten auf der Fahrbahn und zwingt dadurch einen Lastwagenfahrer zum Anhalten. Nachdem sie diesem das Baby aufgedrängt hat und er es zum Warmhalten in den Lkw bringen will, sieht er, wie sich Anna in die Tiefe stürzt. Das Baby (Sofus) wird in den nächsten Tagen von Andreas und dessen Mutter betreut.
In weiteren Verhören versuchen Andreas und sein Partner Tristan zum Reden zu bringen. Dabei verspricht sich Andreas, als er einmal „Alexander“ statt „Sofus“ sagt. Nachdem man Tristan erzählt hat, dass Sanne ausgesagt habe und man zum Nachweis eines plötzlichen Kindstodes das Baby finden müsse, erzählt er die Wahrheit. Andreas hat einen Wutausbruch, schlägt und tritt Tristan, woraufhin seine Vorgesetzte ihn heimschickt und ein Gespräch mit dem Polizeipsychologen anordnet. Tristan führt die Polizei zu dem Waldstück, wo er das Baby vergraben hat.
Sanne wurde in einer psychiatrischen Klinik untergebracht. Sie sagt immer wieder, dass das Baby nicht Sofus gewesen sei.
Bei der Obduktion von Alexander stellt sich heraus, dass er an einer Hirnblutung aufgrund eines Schütteltraumas gestorben ist, sowie etliche weitere ältere Hirnblutungen und einige Rippenbrüche hat. Andreas wird klar, dass Anna für die Misshandlungen verantwortlich war. Er begibt sich in einer Kurzschlussreaktion mit Sofus zum Sommerhaus seiner Mutter. Sein Polizei-Partner Simon ist inzwischen darauf gekommen, dass Andreas die Babys vertauscht haben muss. Er sucht ihn im Sommerhaus auf und macht ihm klar, dass er sich stellen muss. Er würde zwar aus dem Polizeidienst entlassen werden, wegen der erheblich mildernden Umstände aber vermutlich mit einer Bewährungsstrafe davonkommen.
Andreas bringt Sofus zu Sanne in die Klinik, die außer sich vor Freude ist. Einige Jahre später kauft Sanne mit Sofus in dem Baumarkt ein, in dem Andreas nunmehr arbeitet. Als sie das aufgeweckte Kind kurz allein lässt, spricht Andreas mit ihm und erfährt seine Identität.

## Hintergrund
Zweite Chance lief unter anderem auf dem Toronto International Film Festival, dem Göteborg International Film Festival, dem Torino Film Festival, dem London Film Festival und dem Festival Internacional de Cine de San Sebastián.

## Kritiken
„Susanne Bier verwischt in diesem Thriller von lebendiger geistiger Tiefe alle moralischen Grenzen, sie bricht konsequent Kategorien von Gut und Böse, stößt den Zuschauer in die Abgründe menschlicher Existenz.“

„‚Zweite Chance‘ ist trotz seiner Milieu-Klischees und Überdeutlichkeiten ein intensives, ganz auf seine Figuren fokussiertes und nachdenklich stimmendes Drama.“

## Auszeichnungen
- San Sebastian International Film Festival 2014: Jury Award
- Abu Dhabi Middle East International FF 2014: Beste Schauspielerin (Maria Bonnevie)
- Beaune International Thriller Film Festival 2015: Jury Award (Susanne Bier, Anders Thomas Jensen)